# Val d’Hérens

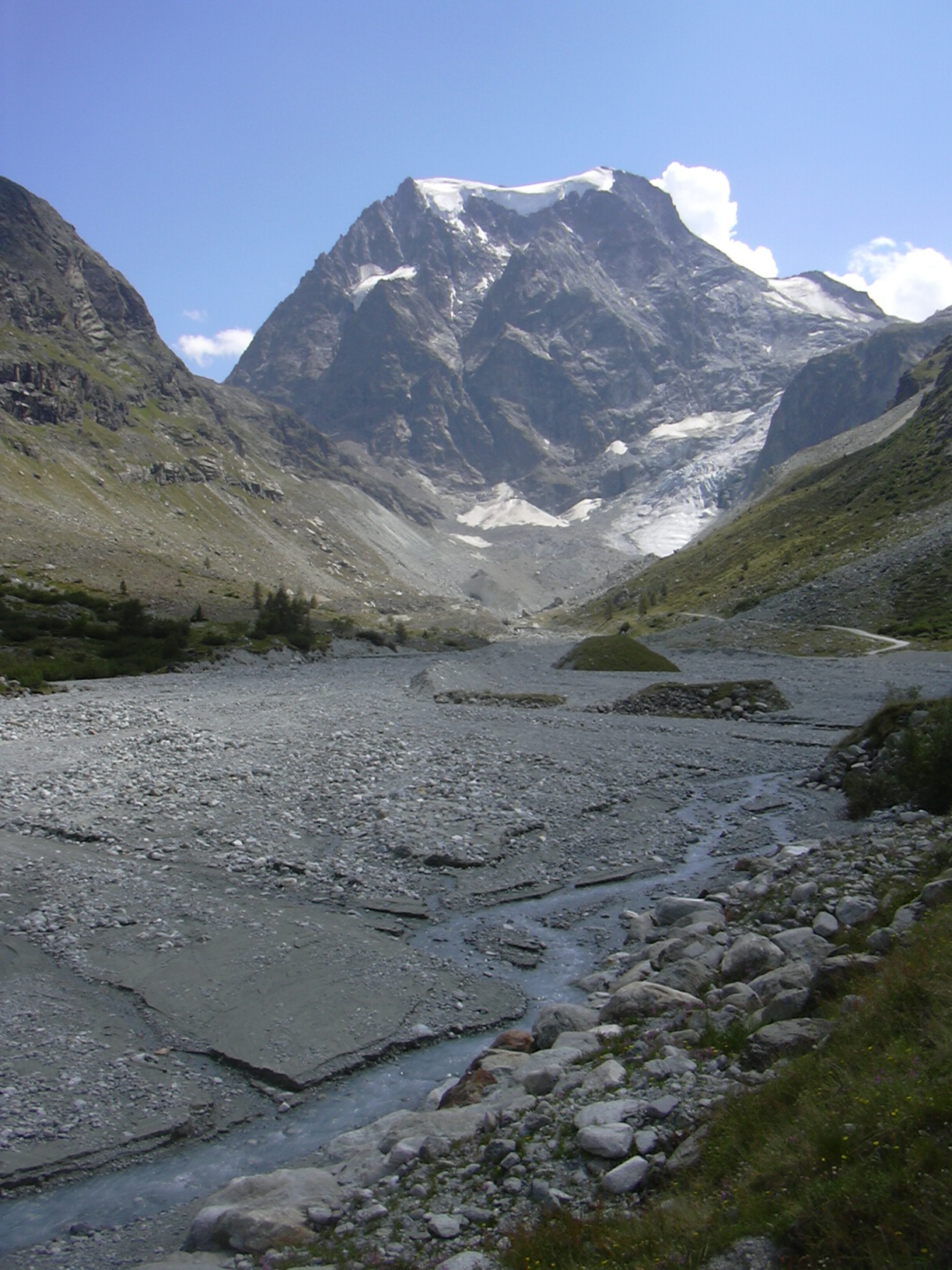
Quellgebiet der Borgne d’Arolla am Gletscher unter dem Mont Collon

Das Val d’Hérens, auf Deutsch Eringertal, ist ein Seitental der Rhone im französischsprachigen Teil des Schweizer Kantons Wallis. Es begleitet den Gebirgsfluss Borgne unter Hinzurechnung seiner beiden Quellbäche auf etwa 30 Kilometer Länge nach Norden bis zu seiner Mündung bei Sion und überwindet dabei fast 1500 Meter Höhendifferenz.
Es handelt sich um das Tal des ehemaligen Hérens-Gletschers, der sich am Ende der letzten Eiszeit vor mindestens 10'000 Jahren zurückzog.

## Geografie und Landschaft

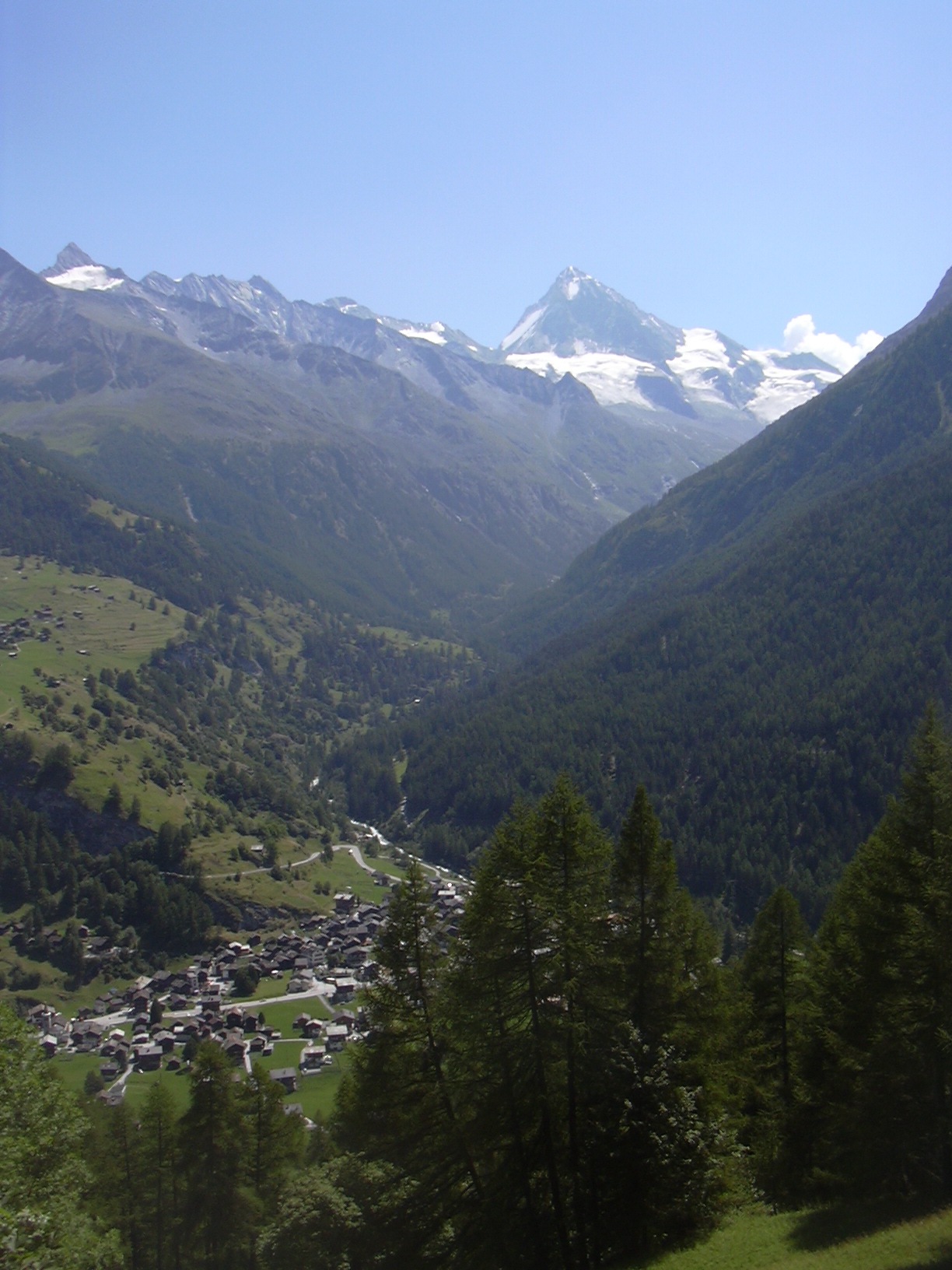
Les Haudères, Tal der Borgne de Ferpècle und Dent Blanche

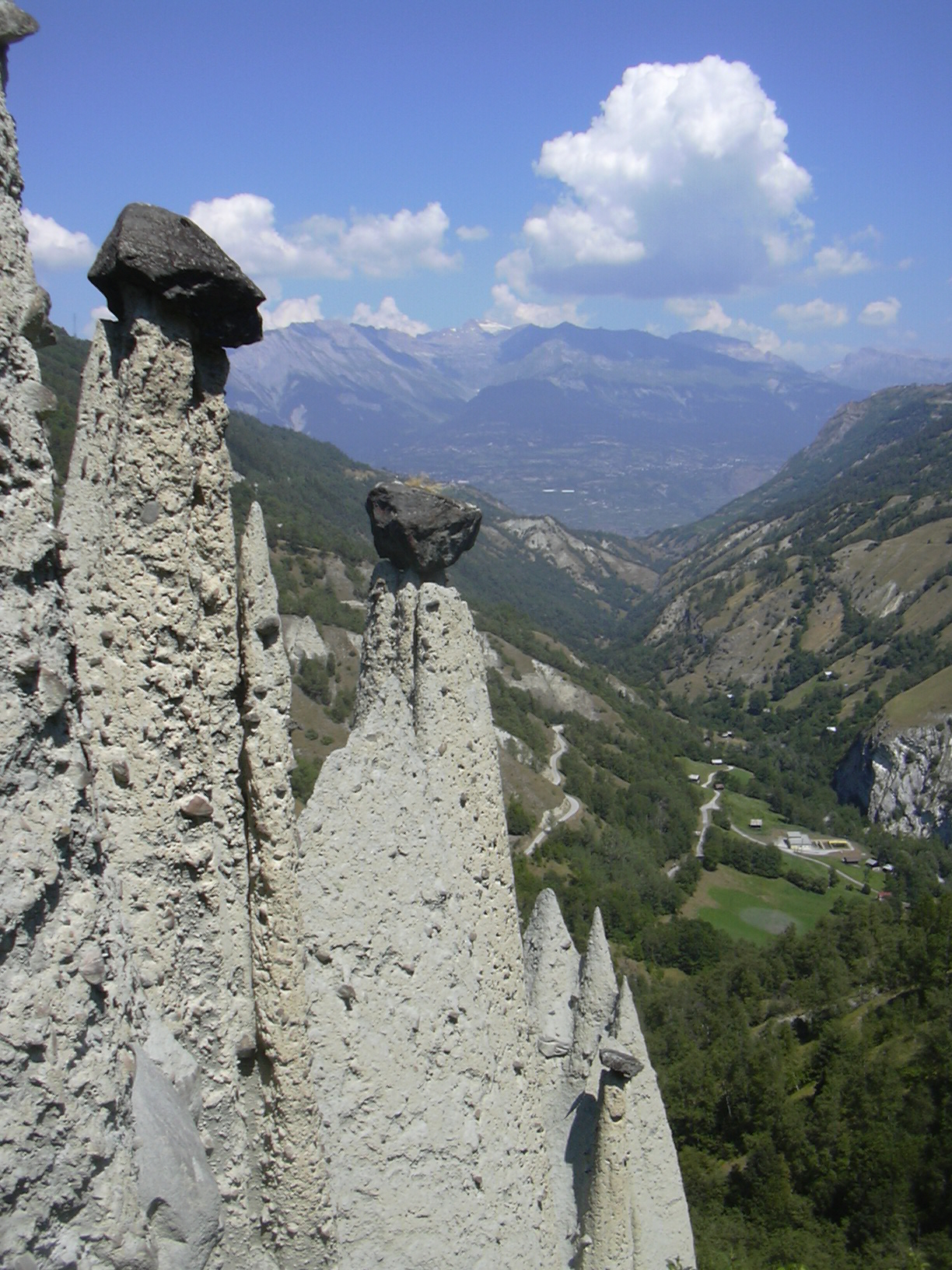
Die Pyramiden von Euseigne; Blick talabwärts ins Rhônetal und auf die Berner Alpen

### Oberer Talabschnitt
Zwei Quellbäche der Borgne entwässern verschiedene Gletscher der Walliser Alpen im schweizerisch-italienischen Grenzgebiet, die den oberen Talabschluss konstituieren.
Die südöstliche Borgne de Ferpècle (ca. 7 km lang) entspringt dem Ferpèclegletscher und dem Mont-Miné-Gletscher an der Basis von Grand Cornier (3962 m), Dent Blanche (4357 m) und Dent d’Hérens (4171 m). Noch im 19. Jahrhundert vereinigten sich diese Gletscher zu einem einzigen Strom, der fast bis in die Streusiedlung Ferpècle (1786 m) reichte.
Die südwestliche Borgne d’Arolla (ca. 9 km) fliesst aus dem Glacier d’Arolla rund um den Mont Collon (3637 m) nahe dem Bergsteigerdorf Arolla (1998 m) ab.
Beide Täler sind durch schmale Gebirgsstrassen an ausgesetzten Felshängen und durch Tunnel hoch über den Wasserläufen durch lichten Arven- und Fichtenwald knapp unterhalb der Baumgrenze erschlossen.
Borgne de Ferpècle und Borgne d’Arolla sowie die beiden Gebirgsstrassen vereinigen sich am Südrand des Ferienorts Les Haudères (1433 m) zur Borgne. Hier beginnt das Val d’Hérens im engeren Sinne. Die Durchgangsstrasse verläuft im Talgrund. Alle Orte im Tal der Borgne gehören zum Bezirk Hérens, dem darüber hinaus indes noch die Orte des von Südwesten einmündenden Seitentals der Dixence angehören.

### Mittlerer Talabschnitt
Die folgenden Örtlichkeiten liegen entlang der Strecke talabwärts:
- Der Wander- und Ski-Ferienort Evolène (1371 m) ist die Hauptgemeinde des Tales mit ca. 1500 Einwohnern inmitten von Alpen und schütteren Nadelwäldern zwischen Sasseneire (3254 m), Pic d’Artsinol (2998 m) und Mont de l’Etoile (3372 m). Touristisches Wahrzeichen des Ortes sind seine individuell gestalteten Holz-Chalets mit Blumenschmuck.
- Die Erdpyramiden von Euseigne (970 m) sind Erosionserscheinungen der ehemaligen Mittelmoräne, die unter dem Druck der Eismassen beim Rückzug des Hérens-Gletschers fest zusammengekittet wurde («Betonmoräne»). Deren allmähliche Erosion durch Wind und Regenwasser kam nur an Stellen zum Stillstand, wo mächtige Gneis-Blöcke von bis zu 3 m Durchmesser und 20 Tonnen Gewicht auf den Sedimenten gelegen haben. Durch Verlust des schützenden Decksteins (chapeau protecteur) und Instabilität der Binnensubstanz sehen Geologen innerhalb der kommenden Jahrhunderte den Einsturz der pyramidalen Gruppe voraus.
- Nördlich von Euseigne nimmt die Borgne die von Südwesten zufliessende Dixence auf, die vom Stausee Lac des Dix mit seiner weltweit höchsten Sperrmauer (285 m) das Val d’Hérémence abwärts fliesst. Es gibt hier auch eine Querverbindung zur Hauptverkehrsstrasse durch dieses Seitental, welche bereits 4 km unterhalb der Dixence-Mündung in Vex (939 m) abzweigt.
- Saint-Martin, Mase, Vernamiège und Nax sind die Nachbargemeinden an den Hängen östlich der Borgne. Es gibt von der Hauptroute im Talgrund westlich der Borgne nördlich von Hérémence Querverbindungen nur durch Wanderwege. Die Fahrstrasse setzt in Bramois im Rhônetal an.

### Unterer Talabschnitt
Aprikosenplantagen erstrecken sich im unteren Talabschnitt der Borgne bis zu ihrer Mündung bei Sion (512 m). Die Strasse führt in weiten Serpentinen abwärts. Es eröffnen sich Ausblicke auf die Rhône bei Sion und Sierre, die Höhenterrasse von Crans-Montana und die Berner Alpen nördlich des Rhônetals.

## Tourismus und Sport
Der höchstgelegene Bergort Arolla ist im Sommer Ausgangspunkt für alpine Gletscher- und Hüttenwanderungen sowie Klettertouren und Gipfelbesteigungen. Die Ferienorte Les Haudères und Evolène in den tieferen Lagen eignen sich für leichtere Bergwanderungen. Der Fernwanderweg Nr. 6 Alpenpässe-Weg führt in 2 Etappen durch das Tal. 
Im Winter ist das Val d’Hérens ein Zentrum für Abfahrtsski und Ski-Langlauf. Auch Snowboarding, Eis-Curling, Skating und Eisklettern werden praktiziert.